# 毛里西奥·皮尼利亚
毛里西奥·里卡多·皮尼利亚·费雷拉（西班牙語：Mauricio Ricardo Pinilla Ferrera，1984年2月4日—），是一名智利前职业足球运动员，司职前锋。
在智利大学开始他的职业生涯后，他在19岁时签约国际米兰，但在四年内从未为该俱乐部出场。他后来在五个国家踢球，主要是意大利。
自2003年以来，皮尼利亚一直是智利国脚，他代表智利参加了2014年世界杯和两次美洲杯，并赢得了2015年和2016年的美洲杯比赛。

## 俱乐部生涯
皮尼利亚18岁就亮相于职业联赛，他在职业生涯的前一个半赛季代表智利大学出场39次，打进20个进球。他的表现引起欧洲豪门球队的注意，并于2003年以280万美元的身价加盟意甲球队国际米兰。国际米兰立即将他租借到切沃锻炼，但皮尼利亚的表现平平，没有得到太多的出场机会。2003/04赛季下半段又被转借到西甲球队维戈塞尔塔。但在那里他只获得6次联赛出场机会，没有取得一个进球。
2004年夏天，里斯本竞技买入皮尼利亚50％的拥有权。但皮尼利亚在葡超赛场上依然让人失望，在2004/05赛季中只打进5个进球，其中唯一的亮点就是在2005年5月1日在3比0击败布拉加的联赛中上演帽子戏法。皮尼利亚在2005/06赛季表现糟糕，在球队的位置也趋于边缘化，上半赛季只出场4次。2006年1月，他被租借到西甲联赛桑坦德竞技，但依然无法打破进球荒，除了在2006年2月26日和阿拉维斯的联赛中利用点球打进一球外，其余12场联赛一无所获。
2006/07赛季，皮尼利亚再次被里斯本竞技租借，这次前往的球队是苏超球队哈茨。虽然他在代表球队的首场联赛即取得进球，但随后又在训练中受伤，几乎整个赛季都没有出场。他在2007年初曾回到智利大学，参加数场智利联赛以保持状态。
2007/08赛季，哈茨从里斯本竞技买进皮尼利亚的所有权，但他在季前训练中旧伤復发，只能暂时缺席联赛。而2008年1月，皮尼利亚再次在训练中受伤，将缺席赛季剩余所有赛事。虽然一度有新闻指出哈茨将从国际米兰购买皮尼利亚的另一半所有权并和他续约至2011年，但7月1日，哈茨却在官方网站宣布正式和皮尼利亚解约。BBC在同一天也证实这条消息。两个月后，皮尼利亚加盟巴西球队瓦斯科达伽马。2009年1月，瓦斯科与皮尼利亚解除合同，他以自由球员的身份塞浦路斯联赛球队阿波羅利馬素，但伤病的困扰使他只得到5次联赛出场机会。
2009年8月，皮尼利亚回到意大利，加盟意大利足球乙级联赛球队格罗瑟托。虽然他因伤病困扰，前两个月都没有亮相。但在后来的19场比赛中打进20个联赛进球，其中连续12场联赛进球的成绩更是打破连续11场联赛进球的意大利职业联赛纪录。他在2009/10赛季中出场24次，打进24球，如此高的进球率再次引来不少意甲球会的关注。2010年6月，意甲球会巴勒莫宣布签入皮尼利亚。他在前12次出场中打进了5个联赛进球，作为一个重要的进攻箭头和阿贝尔·埃尔南德斯，马西莫·马卡罗内 和法布里奇奥·米科利组成锋线。2012年1月他被租借到的卡利亚里，撒丁岛人可以选择在六月将其永久转会。
皮尼利亚于2012年7月2日永久加盟卡利亚里。两年后，在平均每个赛季有7个联赛进球后，他以2+1年的合约转会到热那亚足球俱乐部。
2015年4月4日，皮尼利亚以租借形式为亚特兰大效力时，在主场1-2负于都灵俱乐部的比赛中倒挂金钩踢进了可以说是该赛季意大利最好的进球之一。在他后来又打进了五个进球，对于他的球队以第17名的身份勉强避免降级至关重要。2017年1月5日，皮尼利亚以租借的方式回到热那亚。
2017年7月21日，33岁的皮尼利亚在最后一次离开俱乐部10年后，与热那亚终止了合同，回到了智利大学。2021年2月，他在科金博联队效力两年后退役，后者在2020赛季结束后从智利甲级联赛降级。

## 国家队生涯
2003年3月30日，皮尼利亚第一次代表智利国家队出场，并在处子秀中打进自己的第一个国家队进球。他在2006年世界杯外围赛中打进3个进球。 
2007年2月27日，当时被租借回智利的皮尼利亚被目击到和智利国家队队长的妻子一起出现在酒店，后来两人在圣地亚哥的一家夜总会相遇并发生争斗，皮尼利亚受伤被送进医院，此事成为皮尼利亚退出国家队的导火索。在意乙联赛的神奇表现后，皮尼利亚表达了他重返国家队并代表智利队参加2010年世界杯的愿望，但最终他被未能被列入国家队的参赛名单。
皮尼利亚入选了2014年巴西世界杯。他在6月14日的比赛中首次亮相，在小组赛3-1战胜澳大利亚的比赛中出场2分钟，并参与了让·博塞茹尔的进球。他再次从板凳上出场，在16强赛中对阵东道主：他在第119分钟的射门击中横梁，比分为1-1，随后他在点球大战中罚失点球。
皮尼利亚是在主场赢得2015年美洲杯的成员之一，为他们的第一个大陆荣誉贡献了两次替补出场。 2016年3月29日，他和阿图罗·比达尔在客场4-1击败委内瑞拉的2018年世界杯资格赛中各进两球。

## 退役后生活
2021年3月，皮尼利亚加入智利ESPN，与同为前足球运动员的马塞洛·埃斯皮纳一起担任球评。同年，他转到智利国家电视台担任非足球节目的主持人。

## 荣誉

### 智利国家队
- 美洲杯：2015[26]、2016[27]